# .wf
.wf e интернет домейн от първо ниво за острови Уолис и Футуна. Администрира се от AFNIC. Представен е през 1997 година.